# جوي دورسي
جوي دورسي (بالإنجليزية: Joey Dorsey)‏ مواليد 16 ديسمبر 1983، هو لاعب كرة سلة أمريكي يلعب مع فريق هيوستن روكتس في الرابطة الوطنية لكرة السلة ويحمل الرقم 8. يبلغ طوله 6 قدم 9 بوصة (2.1 م).

## فرق لعب لها
- هيوستن روكتس
- سكرامنتو كينغز
- تورونتو رابتورز
- هيوستن روكتس

## روابط خارجية
- جوي دورسي على موقع الدوري الأوروبي لكرة السلة (الإنجليزية)
- جوي دورسي على موقع إن بي أي (الإنجليزية)
- جوي دورسي على موقع سبورتس رفرنس (الإنجليزية)
- جوي دورسي على موقع الدوري الإسباني لكرة السلة (الإسبانية)
- جوي دورسي على موقع كرة السلة الأوروبية.كوم (الإنجليزية)
- جوي دورسي على موقع إي إس بي إن.كوم (الإنجليزية)
- جوي دورسي على موقع كلية كرة السلة في سبورتس رفرنس.كوم (الإنجليزية)
- جوي دورسي على موقع ريلجم (الإنجليزية)
- جوي دورسي على موقع بروبوليرز (الإنجليزية)
- جوي دورسي على موقع سبورتس رفرنس (الإنجليزية)